# 滝口成美
滝口 成美（たきぐち なるみ、1993年2月9日 - ）は、日本の女性歌手、ファッションモデル、タレント。神奈川県出身。スパイラルミュージック所属。レコードレーベルはインペリアルレコード。身長157cm、血液型B型。愛称は「なるる」。

## 略歴
2010年 - 高校在学中に東京・原宿でスカウトされた事がきっかけとなり、芸能界入り。4月、元AKB48の大江朝美らが所属する女性アイドルグループ、「DokiDoki☆ドリームキャンパス」のメンバーとして歌手デビュー（2ndシングル「キャラメル☆ハート」より選抜される）。8月、東京・品川プリンスホテルにて開催された『TOKYO IDOL FESTIVAL（TIF） 2010 @Shinagawa』に、DokiDoki☆ドリームキャンパスのメンバーとして出演。
2011年 - 5月、東京・池袋のBOX in BOX THEATERにて開演された舞台『Alice in Chrono Paradox ～ アリスインクロノパラドックス』に出演。10月、DokiDoki☆ドリームキャンパスを卒業。11月、女性アイドルグループ「多国籍軍（アイドル）」のリーダーとして活動を開始。
2012年 - 8月、東京・お台場の青海特設会場にて開催された『TOKYO IDOL FESTIVAL 2012』に、多国籍軍（アイドル）名義にて出演。同月、東京・原宿のKINEATTICにて上映された短編映画、「これから、少女たちは」に出演。9月、東京・池袋のサンシャインシティ噴水広場において、初のオリジナルソロ楽曲「BreakDown」を披露。12月、多国籍軍（アイドル）の活動と並行し、ソロ歌手としてシングル「薔薇の中のひまわり」でデビュー。
2013年 - 7月、東京・お台場の青海特設会場にて開催された『TOKYO IDOL FESTIVAL 2013』に、多国籍軍（アイドル）名義にて出演。10月、2ndシングル「100%以上超えて」をリリース。11月、千葉・舞浜アンフィシアターにて開催された「ガンスリンガー ストラトス（アーケードゲーム）」の公式イベント『ストラトスフェスティバル！』に出演。12月、多国籍軍（アイドル）での活動を休止。
2014年 - 1月、ソロ歌手活動と並行して、4名のバックダンサーを擁する女性アイドルグループ「滝口成美 with Control-S」を結成、リーダーとして活動を開始。2月、3rdシングル「Control-S/Love.Force.One」をリリース。9日の誕生日には、東京・六本木Bee-Hiveにて初のワンマンライブを開催。6月、北海道・札幌芸術の森の野外ステージにて開催されたアイドル野外フェスティバル『Sapporo-Girls Link Special 2014』に出演。7月、4thシングル「ice」をリリース。8月、東京・お台場の青海特設会場にて開催された『TOKYO IDOL FESTIVAL 2014』に、滝口成美 with Control-S名義にて出演。11月、東京・下北沢GARDENにてメジャーデビュー記念ワンマンライブを開催。12月、東京・TKPガーデンシティ品川でのカウントダウンイベント『PiNuP Winters Collection～COUNTDOWN PARTY～』に出演。
2015年 - 2月、誕生日に東京・渋谷VUENOS TOKYOにて生誕祭ワンマンライブを開催。同月25日には、ソロ歌手としてインペリアルレコード（テイチクエンタテインメント）より、シングル「GEKI-TEKI EVOLUTION」でメジャーデビュー。当日に、東京・池袋のサンシャインシティ噴水広場において発売記念スペシャルイベントを開催。3月、原宿系ファッションアイドルイベント『IDOL FASHIONALIZM』に出演、薬物乱用防止がテーマの音楽フェス『すみだライブ2015』には大トリで出演。4月、東京・渋谷VUENOS TOKYOにて、歌手の青野美沙稀との2マンライブ『なるみさパーリーピーポー』を開催、同月、東京・新宿BLAZEにて開催された「ガンスリンガー ストラトス2（アーケードゲーム）」のライブイベント『ストラトス音楽祭』にも出演。6月、北海道・札幌芸術の森の野外ステージにて開催されたアイドル野外フェスティバル『Sapporo-Girls Link Special 2015』に出演。7月、東京・六本木Bee-Hiveにて無料ワンマンライブ『〜ナルミリア〜』を開催。19日には、神奈川・鎌倉の由比ガ浜にて開催された、キマグレンが主催する『音霊 OTODAMA Sea Studio 2015 ～DOKOにIKOか!? 2015～』に出演。8月、東京・渋谷TSUTAYA O-EASTにて開催された『Campus Summit 2015 –DREAM PROJECT』に出演。9日に、東京・渋谷DESEOにて2ndシングル発売記念ワンマンライブ『～全力！爆走少女！～』を開催。19日にはメジャー2ndシングル「全力！爆走少女 / ナルミリア」をリリース、26日に東京・池袋のサンシャインシティ噴水広場において、発売記念インストアライブを開催。31日には、東京・お台場にて開催されたフジテレビのイベント・『お台場夢大陸 〜ドリームメガナツマツリ〜』に出演。9月、山梨・山中湖交流プラザ きららにて行われた大型音楽フェス『Twin Box FUJISAN 2015』に出演。10月、東京・渋谷VUENOS TOKYOにて、半年振りとなる青野美沙稀との2マンライブ『なるみさパーリーピーポー Vol.2』を開催。11月、六本木Bee-Hiveで開催された『NARUMI LIBRARY LIVE 2015』にて、2016年2月の誕生日に自身最大規模のワンマンライブ『NARUMI LIBRARY LIVE 2016～This voice to heart～』を開催する事を発表。
2016年 - 2月、誕生日に東京・新宿ReNYにて生演奏による生誕祭ワンマンライブ『NARUMI LIBRARY LIVE 2016～This voice to heart～』を開催。3月、ベルサール秋葉原にて行われた3000人以上の大規模イベント・スターアイドルフェスティバルに出演。4月、自身初主催のソロライブイベント『LIBRARY LIVE 2016 ～This voice to heart～』を開催。5月、中華民国（台湾）・台北市にあるJack's Studio（杰克音樂）にて、自身初の日本国外でのライブを行う。7月、東京・渋谷DESEOにて、生演奏によるバンドライブ『763の日だよvol.1 -ice食べたくない？-』を開催。23日と24日には、中華人民共和国・香港特別行政区にあるMUSIC STAGEとYouth Square–Y Studioにて開催された『香港アイドルフェスティバル2016』にて、自身二度目の海外公演を行う。8月、東京・お台場の青海特設会場にて行われた『TOKYO IDOL FESTIVAL 2016』に、ソロアーティストとして出演。11日に、東京・渋谷VUENOSにてワンマンライブ『NARUMI LIBRARY LIVE ～真夏の空の色の中で決めたこと。充電してきますSpecial～』を開催。その後、歌手活動の充電期間を設ける。
2020年 - 6月、ガールズバンドDAHLIAにボーカルとして加入し、Village Again Associationに所属。8月にシングル「you go to my head」をリリース。渋谷チェルシーホテルなどでライブを行うなど活動したが、12月31日をもってキーボードのKAHOと同時に脱退した。

## 人物・エピソード
- 3人兄妹の末っ子で、15歳・13歳年上の兄がいる。
- サムという名前のミニチュアダックスフントを飼っている[33]。
- 友人やファンから、ムーミンのミムラ姉さんに似ているとよく言われる。
- ファンの事を「ナルミリア」（成美＋ファミリアの造語）と呼んでいる[34]。
- 尊敬する人物は安室奈美恵、aiko、脇田恵子。好きなお笑いタレントはロバートの秋山竜次。
- 好きな食べ物は焼き肉、カレーライス、オクラ。好きな場所は自分の地元[35]。
- 好きなアニメのキャラクターはぼのぼの、ジブリ、リトル・グリーン・メン、アリエル[36]。
- 趣味は一人カラオケ、散歩。特技は縄跳び[37]、ジブリ映画のキャラクターの声まね、小さな幸せを見つけること[35]。
- 和田えりか（元Tomato n' Pine）、青野美沙稀（歌手）、瀬賀しおり（ファッションモデル・ブロガー）と仲が良い[38][39]。
- 東京都内のライブハウスを中心に精力的にライブ活動をこなし、2013年には400公演、2014年には380公演を超えるライブを敢行[40]。

## ディスコグラフィ

### シングル

#### SPIRAL MUSIC
| #   | 発売日         | タイトル                   | 規格品番            | カップリング曲                                                                           | 販売形態                   | オリコン最高順位 | 備考 |
| --- | -------------- | -------------------------- | ------------------- | ---------------------------------------------------------------------------------------- | -------------------------- | ---------------- | --- |
| 1st | 2012年12月25日 | 薔薇の中のひまわり         | SPRL-0021           |                                                                                          | CD                         | 149位            | 作詞：ブラックチェリー / 作曲・編曲：グラスノーズ ソロデビュー曲 CD1500枚限定発売 |
| 2nd | 2013年10月22日 | 100%以上超えて             | SPRL-0035 SPRL-0036 | A-TYPE : いごこちのいいとこ B-TYPE : 薔薇の中の太陽花                                    | CD、デジタル・ダウンロード | 41位             | 作詞：ブラックチェリー / 作曲・編曲：浦田尚克 フジテレビ系列「ミューサタ」2013年11月度エンディングテーマ曲 |
| 3rd | 2014年2月11日  | Control-S / Love.Force.One | SPRL-0045 SPRL-0046 | Hands up & Touch the sky                                                                 | CD、デジタル・ダウンロード | 36位             | 作詞・作曲・編曲：フランク重虎（両A面共） 滝口成美 with Control-S名義 フジテレビ系列「ミューサタ」2014年2月度エンディングテーマ曲 チバテレビ「ネクストブレイク」2014年3月度エンディングテーマ曲 DDTプロレスリング公式エナジードリンク「BLACKOUT」テーマ曲 |
| 4th | 2014年7月22日  | ice                        | SPRL-0057 SPRL-0058 | A-TYPE : 未来の光 / 真夏の空の色 / love again B-TYPE : positive / clapping / I'm just me | CD、デジタル・ダウンロード | 33位             | 作詞・作曲・編曲：桐山来久 滝口成美 with Control-S名義 エナジードリンク「BEAST EYE」2014SUMMERキャンペーン曲 映画「7S / セブンス」挿入曲（positive） |

#### インペリアルレコード
| #   | 発売日        | タイトル                    | 規格品番                   | カップリング曲 | 販売形態                   | オリコン最高順位 | 備考 |
| --- | ------------- | --------------------------- | -------------------------- | --- | -------------------------- | ---------------- | --- |
| 1st | 2015年2月25日 | GEKI-TEKI EVOLUTION         | TECI-361 TECI-362 TECI-363 | Type-A : 君と私の最高の物語 / 涙は7色に光る（+ GEKI-TEKI EVOLUTION CD-EXTRAミュージックビデオ） Type-B : 君と私の最高の物語 / 涙は7色に光る / 世界でいちばん幸せなんです！わたしは Type-C : 君と私の最高の物語 / 涙は7色に光る / My voice for you | CD、デジタル・ダウンロード | 31位             | 作詞：まつもとななみ / 作曲：伊藤心太郎 / 編曲：草野よしひろ カンニングのDAI安吉日!（BSフジ）2015年2月度エンディングテーマ曲 |
| 2nd | 2015年8月19日 | 全力！爆走少女 / ナルミリア | TECI-374 TECI-375 TECI-376 | Type-A : 全力！爆走少女 CD-EXTRA ミュージックビデオ Type-B : ナルミリア CD-EXTRA ミュージックビデオ Type-C : Twinkle little star | CD、デジタル・ダウンロード | 40位             | 作詞：まちゅぴちゅ / 作曲・編曲：浦田尚克（両A面共） エナジーゼリー「エクストリームブラックアウトゼリー」キャンペーンソング  |

### コンピレーションアルバム参加作品
| ＃ | 発売日        | タイトル                                    | 収録曲                         | 規格品番              | 販売形態                   | 備考 |
| -- | ------------- | ------------------------------------------- | ------------------------------ | --------------------- | -------------------------- | --- |
|    | 2012年9月5日  | IDOL PARADE Vol.1                           | BreakDown                      | RTML-0001             | CD                         | 作詞・作曲・編曲：藤末樹                                                                                            |
|    | 2015年7月22日 | GUNSLINGER STRATOS 1＆2 Original Soundtrack | Inferiority Complex / 歪な象徴 | SQEX-10502 SQEX-10503 | CD、デジタル・ダウンロード | 作詞：Kayoco / 作曲・編曲：内山修作（Inferiority Complex） 作詞：Kayoco / 作曲：内山修作 / 編曲：関戸剛（歪な象徴） |

### グループ所属時代の参加作品

#### DokiDoki☆ドリームキャンパス
| #   | 発売日        | タイトル          | 規格品番  | カップリング曲                                                       | 販売形態 |
| --- | ------------- | ----------------- | --------- | -------------------------------------------------------------------- | -------- |
| 2nd | 2010年7月7日  | キャラメル☆ハート | PARA-0994 | 止マレ! (涼宮ハルヒの憂鬱より) / キャラメル☆ハート（Red-Ribbon Mix） | CD       |
| 3rd | 2011年1月12日 | ぴんぽんダッシュ  | PARA-0989 | JUICY ~Give me kiss so JUICY~                                        | CD       |
| 4th | 2011年8月23日 | Jelly☆Beans       | PARA-0985 | SUPER∞STREAM / 教室サバイバル                                        | CD       |

#### 多国籍軍（アイドル）
| #   | 発売日         | タイトル                            | 規格品番  | カップリング曲                        | 販売形態                 |
| --- | -------------- | ----------------------------------- | --------- | ------------------------------------- | ------------------------ |
| 1st | 2011年12月24日 | LOVE WORLD                          | SPRL-0003 | LOVE & POP                            | CD、デジタルダウンロード |
| 2nd | 2012年4月26日  | Love Spirit                         | SPRL-0007 | Love Spirit (MV)                      | CD                       |
| 3rd | 2012年6月9日   | LOVE QUESTION                       | SPRL-0011 |                                       | CD、デジタルダウンロード |
| 4th | 2012年8月9日   | 暖かなあの道                        | SPRL-0014 | Love Spirit (Sentimental Spirit Ver.) | CD、デジタルダウンロード |
| 5th | 2012年11月8日  | 永遠に続くこのメロディ              | SPRL-0017 | Lovenemiss / 小指                     | CD、デジタルダウンロード |
| 6th | 2013年4月2日   | Step into My World                  | RTRM-0010 | 'Cause baby...                        | CD                       |
| 7th | 2013年7月30日  | 愛の環境研究センター / 真夏の空の色 | SPRL-0029 |                                       | CD、デジタルダウンロード |
| 8th | 2013年12月18日 | LoveForce / Keep clapping           | SPRL-0038 |                                       | CD、デジタルダウンロード |

## 出演

### ラジオ
- GIRLS♥GIRLS♥GIRLS =RED ZONE=「滝口成美の全力！爆走少女」（2015年7月6日 - 12月28日、FM-FUJI）
- GIRLS・GIRLS・GIRLS =RED ZONE=「This voice to Heart～この声届け～」（2016年1月4日 - 3月28日、FM-FUJI）
- GIRLS・GIRLS・GIRLS =flying high=「This voice to Heart～この声届け～」（2016年4月4日 - 9月26日、FM-FUJI）

### DVD
- SPIRAL MUSIC LIVE & MUSIC VIDEO COLLECTION Vol.2（2013年12月2日）

### ミュージックビデオ
- 優梨花 / 六本木心中（2012年）
- WHITE JAM / ダイナミックサマー（2015年）

### 舞台
- Alice in Chrono Paradox ～ アリスインクロノパラドックス（2011年5月3日 - 5月8日）

### 映画
- これから、少女たちは（2012年）
- 7s / セブンス（2015年）

## 書籍

### 一般書籍
- ＃N（ハッシュエヌ）（ミリオン出版）
- アイドル最前線2015（洋泉社）
- アニカンRヤンヤン!! Vol.19（音楽出版社）
- アイドル図鑑（リイド社）
- インディーズアイドル写真集（河出書房新社）
- TRASH-UP Vol.14（株式会社トラッシュ・アップ）
- BLENDA（角川春樹事務所）
- Happie nuts（インフォレスト）
- HAIR MODE（女性モード社）
- Nicky（竹書房）
- EDGE STYLE（双葉社）
- egg（大洋図書）
- sweet（宝島社）
- MYベストヘア（宝島社）
- 大人のための美人ヘアカタログ（宝島社）
- 大人キレイなヘアアレンジ（晋遊舎）
- RyuRyu（ベルーナ）
- RyuRyuインテリア（ベルーナ）
- ViVi（講談社）
- JILLE（双葉社）

### 電子書籍
- ガールズスマホマガジン MiRu[44]

## ゲーム
- スクウェア・エニックス「ガンスリンガー ストラトス2」（東京／秋葉原バトルステージ曲「Inferiority Complex」、京都／東映太秦映画村バトルステージ曲「歪な象徴」）[45]